# Humanists International
Humanists International, appelé jusqu'en 2019 Union internationale humaniste et éthique (en anglais International Humanist and Ethical Union, IHEU) est une organisation non-gouvernementale internationale regroupant des associations humanistes, athées, rationalistes, laïques, sceptiques, et relatives à la libre-pensée. Fondée à Amsterdam en 1952, elle regroupe plus de 100 organisations membres dans 40 pays différents. 

## Histoire
Julian Huxley, premier directeur de l'UNESCO, présida le congrès fondateur de l'union en 1952. L'Union internationale humaniste et éthique a acquis le statut consultatif au Conseil économique et social des Nations unies. L'association est reconnue par l’Unesco, les Nations unies et le Conseil de l’Europe.

## Organisation
La volonté de l'Union internationale humaniste et éthique est de créer un monde sur la base de valeurs humanistes, un monde dans lequel les droits des minorités sont respectés et où chacun a la possibilité de disposer d'une existence digne. La mission que se donne l'organisation est de construire et de représenter le mouvement humaniste à l'échelle planétaire, en défendant les droits de l'Homme et en promouvant les valeurs humanistes.
L'union publie l'International Humanist News et l'humain heureux est son symbole officiel.
En sont membres notamment
- Humanistischer Verband Deutschlands
- Humanist Society of New Zealand
- New Zealand Association of Rationalists and Humanists
- Conseil central laïque de Belgique
- Union des athées de France
- American Humanist Association

Sonja Eggerickx est présidente de l'IHEU de 2006 à 2015.